# Quai Anatole France
Der Quai Anatole France ist eine Straße am Seineufer im 7. Arrondissement von Paris.

## Lage

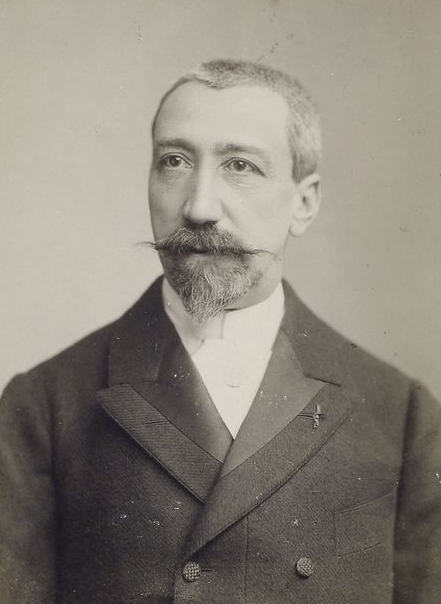
Anatole France (1880er Jahre)

Die Straße beginnt am Quai Valéry Giscard d’Estaing bei der Rue de la Légion d’Honneur und mündet bei der Pont de la Concorde in den  Quai d’Orsay.

## Namensursprung
Der Quai wurde nach dem Schriftsteller Anatole France benannt.
Seit 1926 gibt es im selben Pariser Bezirk auch eine Avenue Anatole France, aber es handelt sich hierbei um eine Alleestraße im Champ de Mars.

## Geschichte
Der Quai Anatole France war ursprünglich ein Teil des Quai d’Orsay; er wurde 1947 abgetrennt und erhielt den neuen Namen. Anatole France war bekannt auf dem Rive gauche: Er wohnte am Quai Malaquais 15 und sein Vater betrieb eine Buchhandlung am Quai Voltaire 9.
Am 18. Oktober 1704 erhielt der Quai den Namen Quai de la Grenouillière und wurde dann am 23. August 1707 in Quai d’Orsay umbenannt. Auf Erlass der Konsuln des 13. Messidor im Jahre X wurde es „Quai Bonaparte“ genannt; ab 1815 bekam er dann wieder seinen alten Namen, „Quai d’Orsay“.
Im März 2023 wurde der östliche Teil des Kais, von der Rue de Solférino bis zur Rue du Bac, in Quai Valéry Giscard d’Estaing umbenannt, der von 1974 bis 1981 Präsident der Republik war. Er war es auch, der die Errichtung des Musée d’Orsay veranlasste.

## Sehenswürdigkeiten
- N. 1, 3 und 5: Caisse des dépôts et consignations: Die Gebäudegruppe, die den Sitz der Caisse des Dépôts et Consignations ist, wurde an der Stelle mehrerer von Robert de Cotte zu Beginn des 18. Jahrhunderts erbauter Hotels errichtet, darunter eines wahrscheinlich für ihn selbst und ein Hotel de Mailly-Nesle, das an der Ecke zur Rue du Bac stand. Während der Bauarbeiten an der unterirdisch verlaufenden Strecke der Chemein de fer d’Orléans wurden diese Hotels abgerissen und Ende des 19. Jahrhunderts durch die heutigen Gebäude im Stil Louis-quinze ersetzt. An ihrer Stelle wurde ein Gebäude mit geformtem Giebel (an der Ecke Kai und Rue du Bac) errichtet, das die „Minerva zum Schutz der Architektur und Skulptur“ darstellt und möglicherweise zum Teil von Robert de Cotte stammt. Im Hof von N. 3 hat die Caisse des Dépôts die Skulptur Réséda von Jean Dubuffet errichten lassen.
- N. 5 – 7: Musée d’Orsay

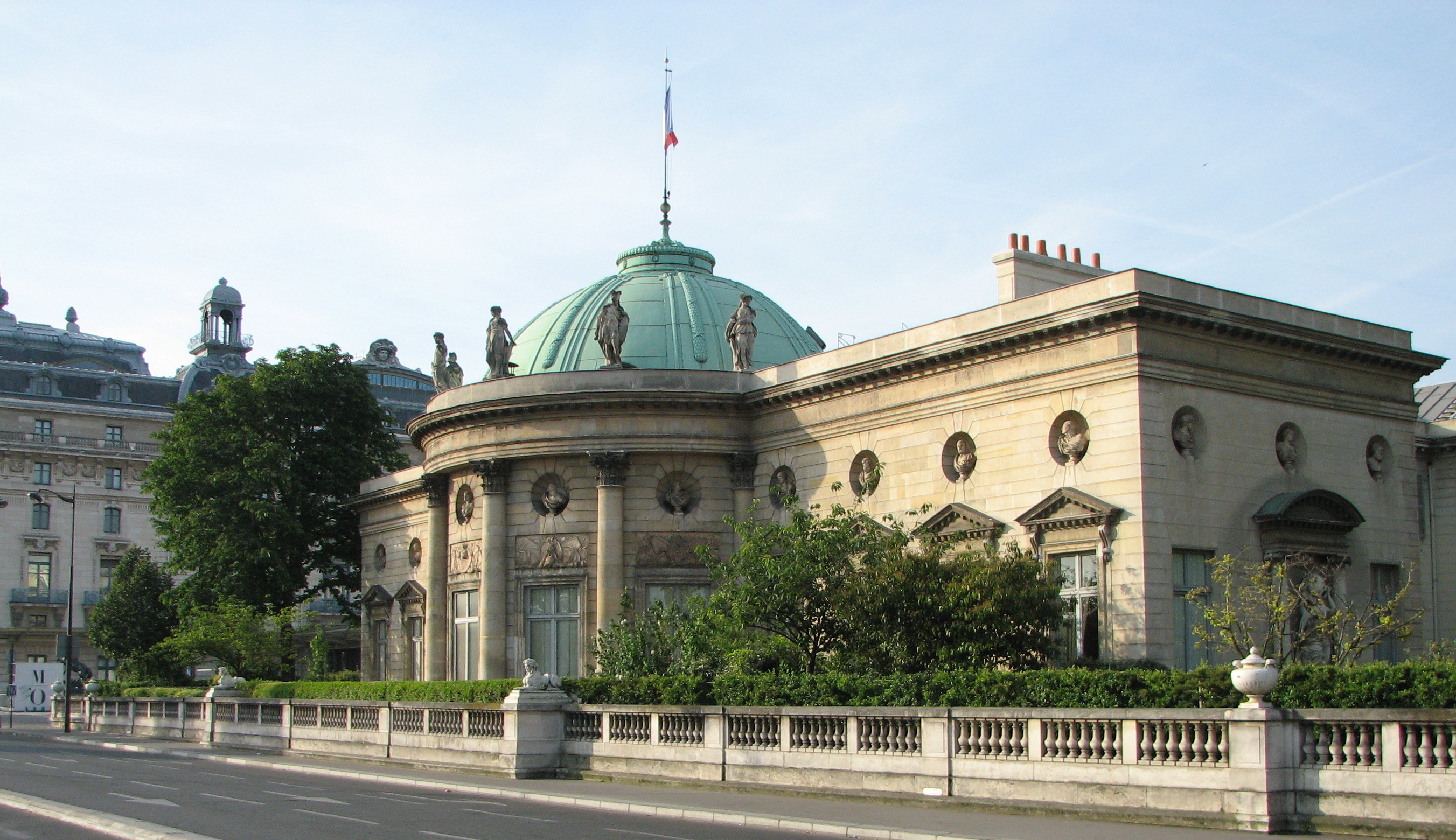
Palais de la Légion d'honneur
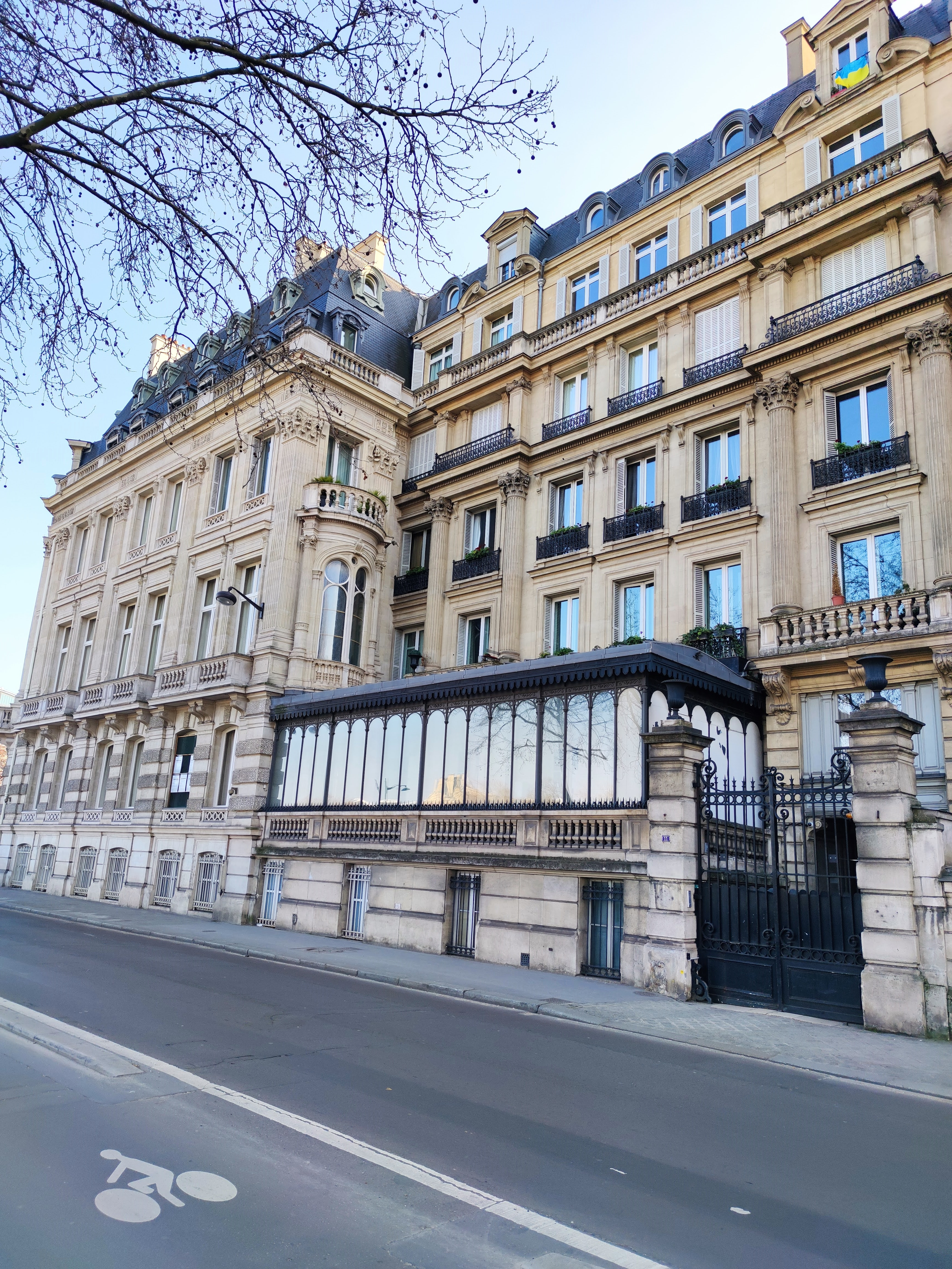
N. 11
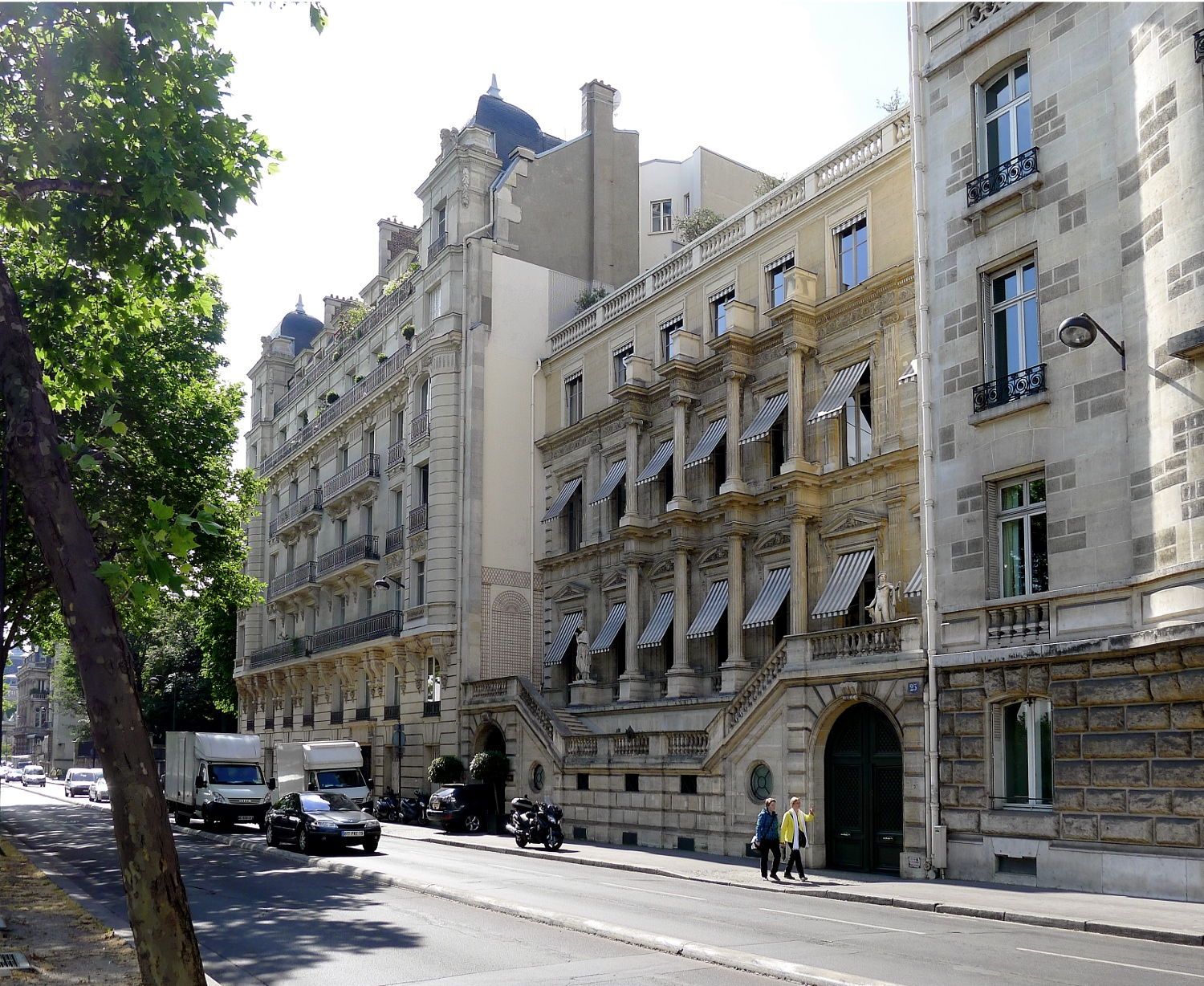
N. 25: Hôtel Collot
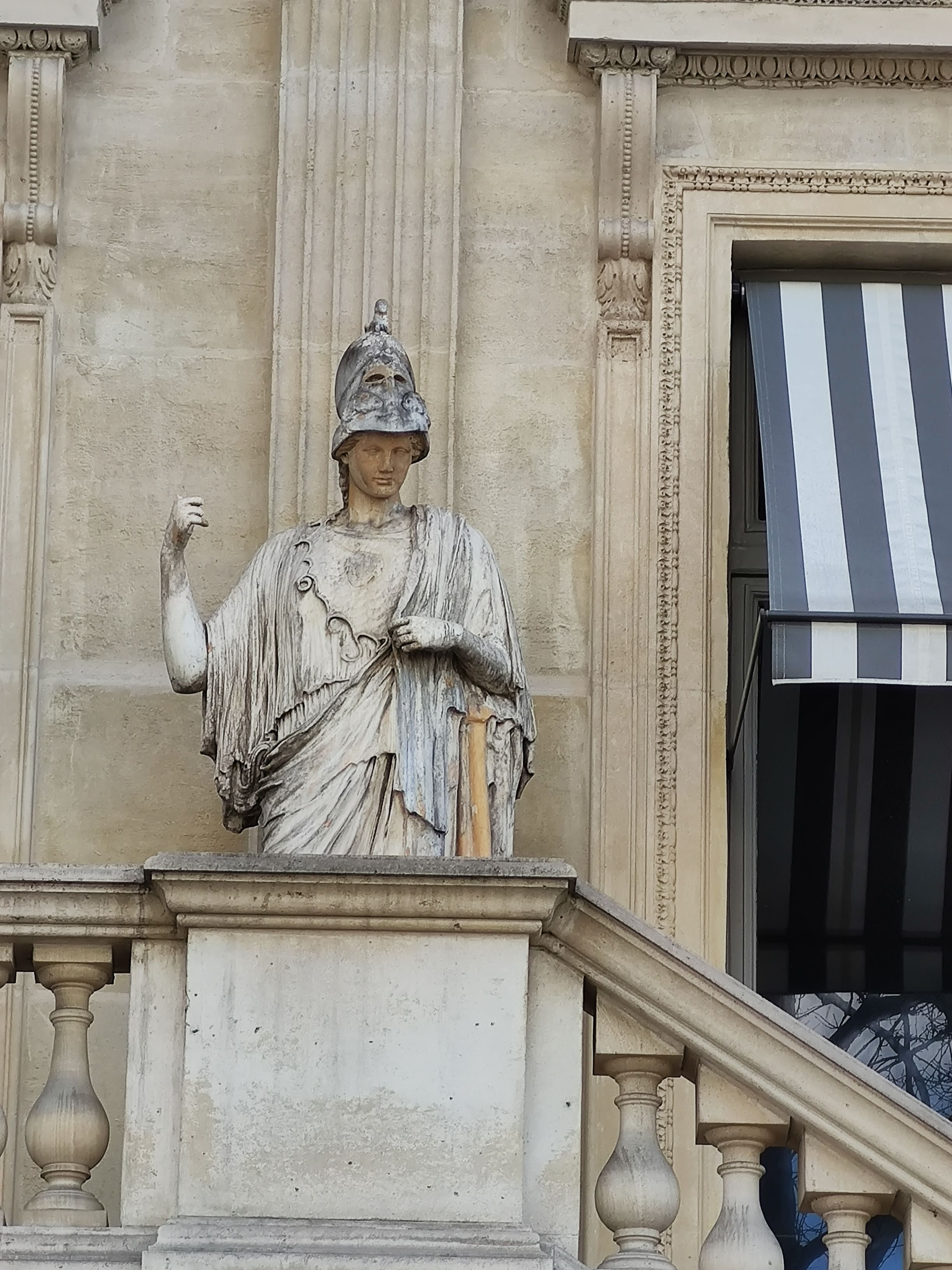
N. 25: Minerve
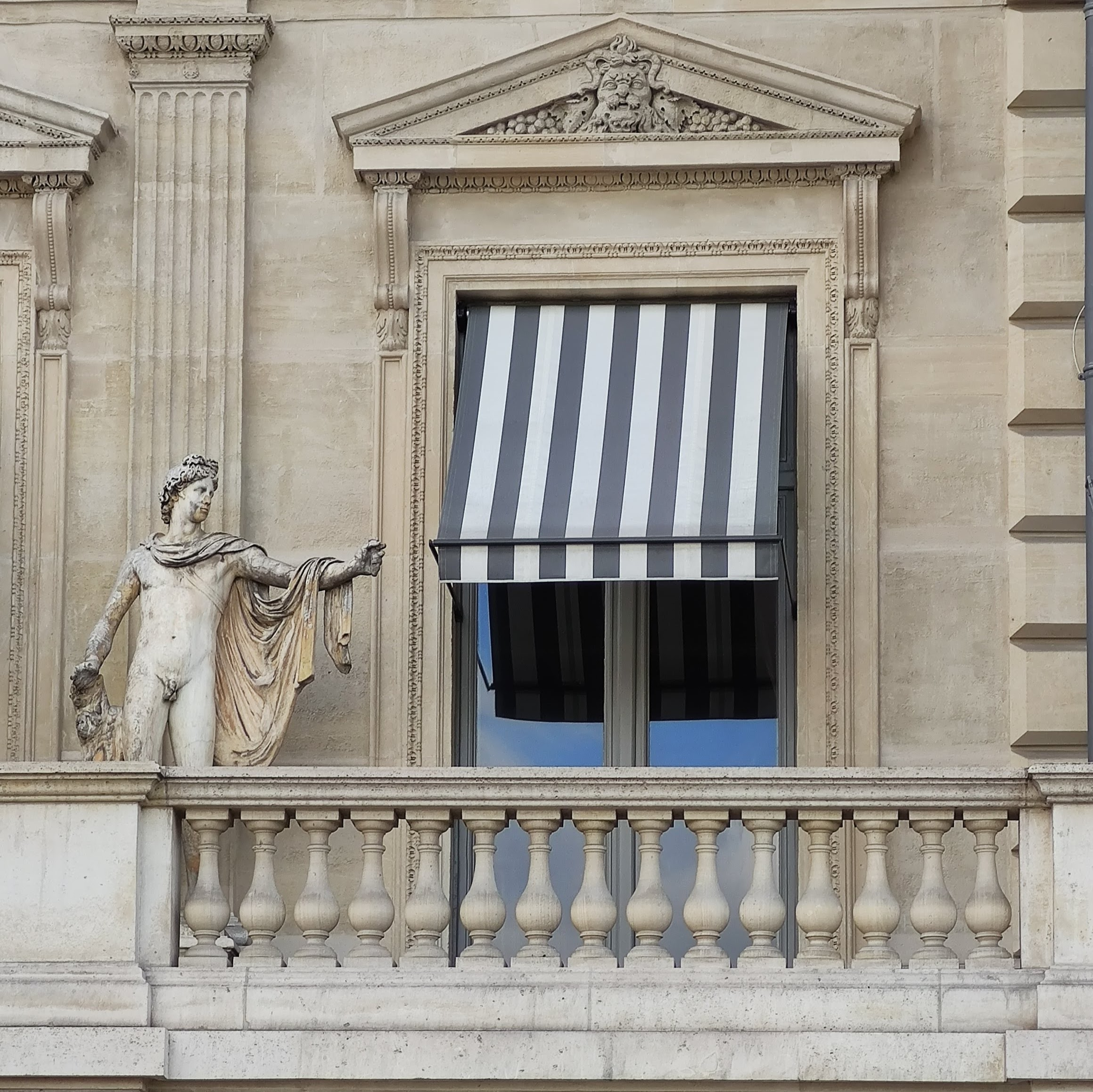
N. 25: Apollon
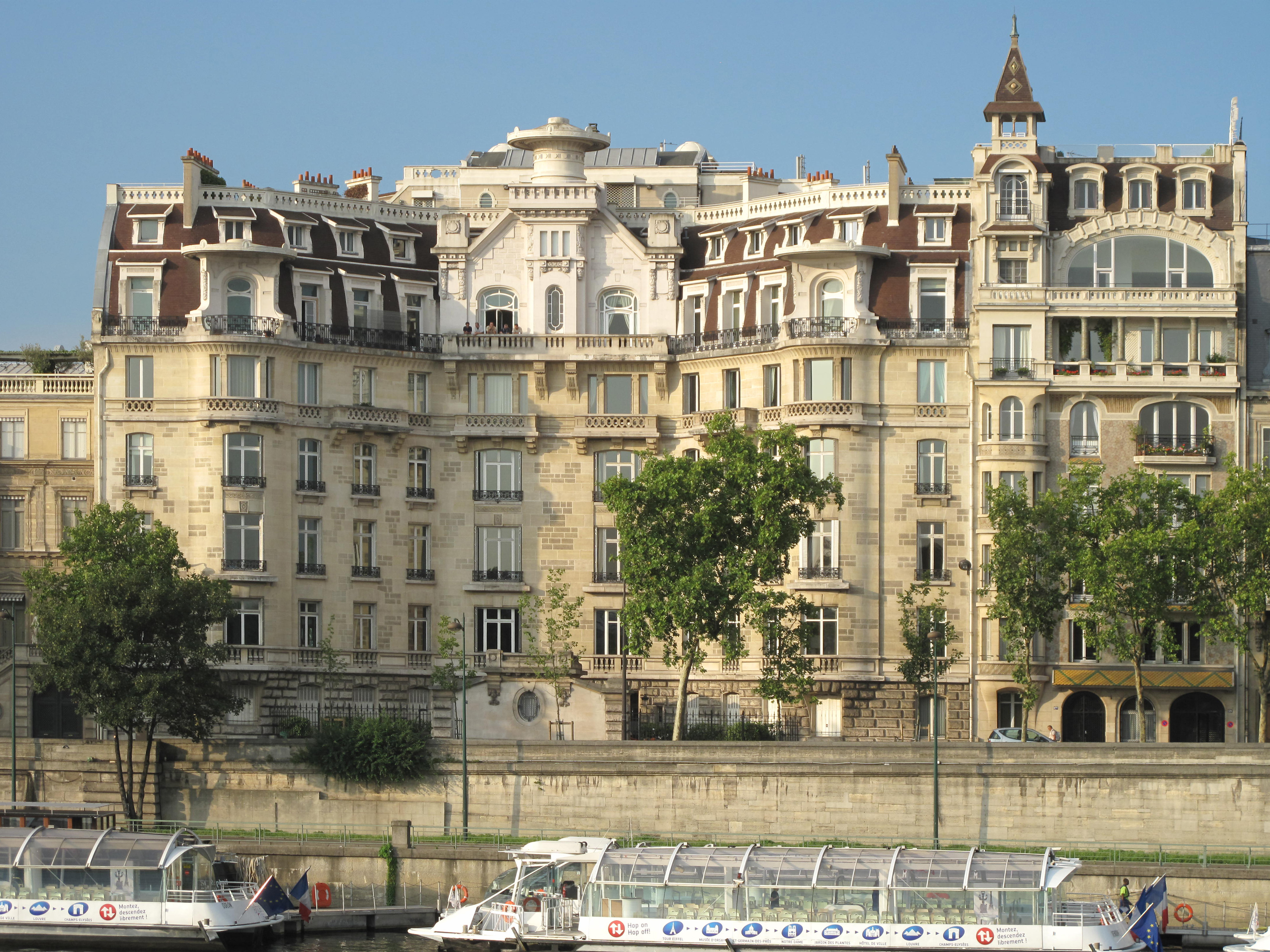
N. 27, 27bis und 29: Stil Jugendstil

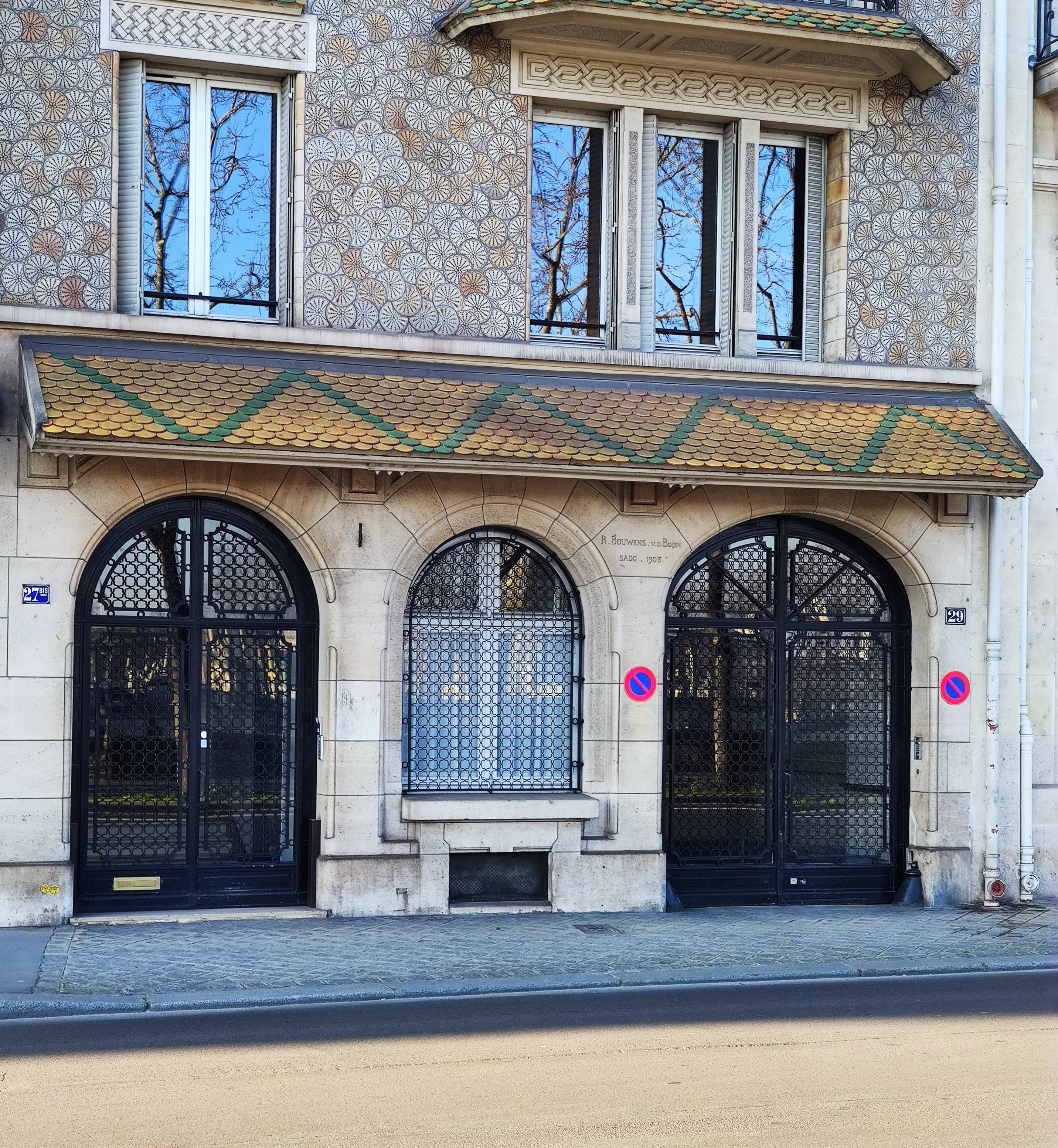
N. 27bis und 29: Eingänge
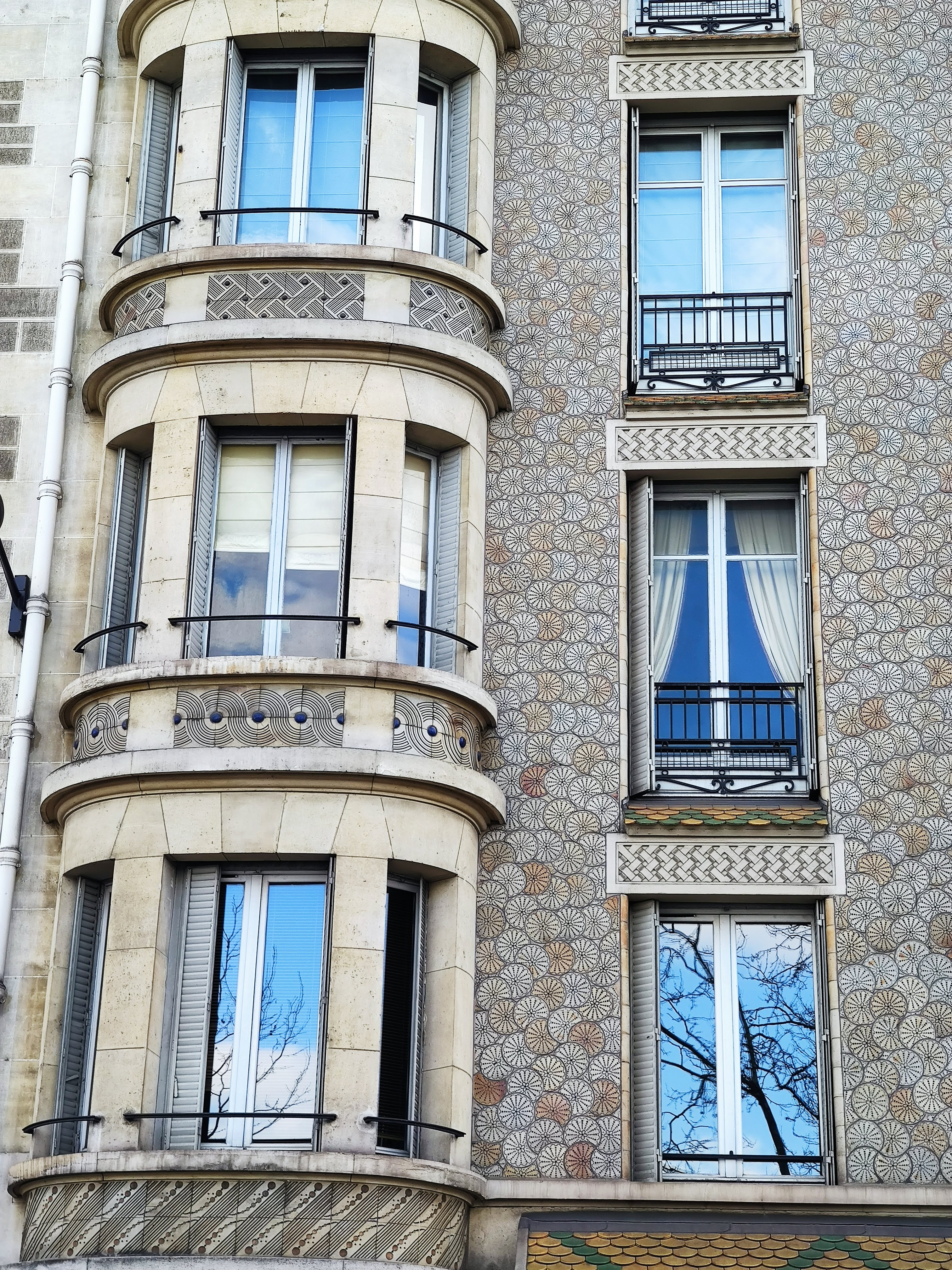
N. 27bis: Erkerfenster
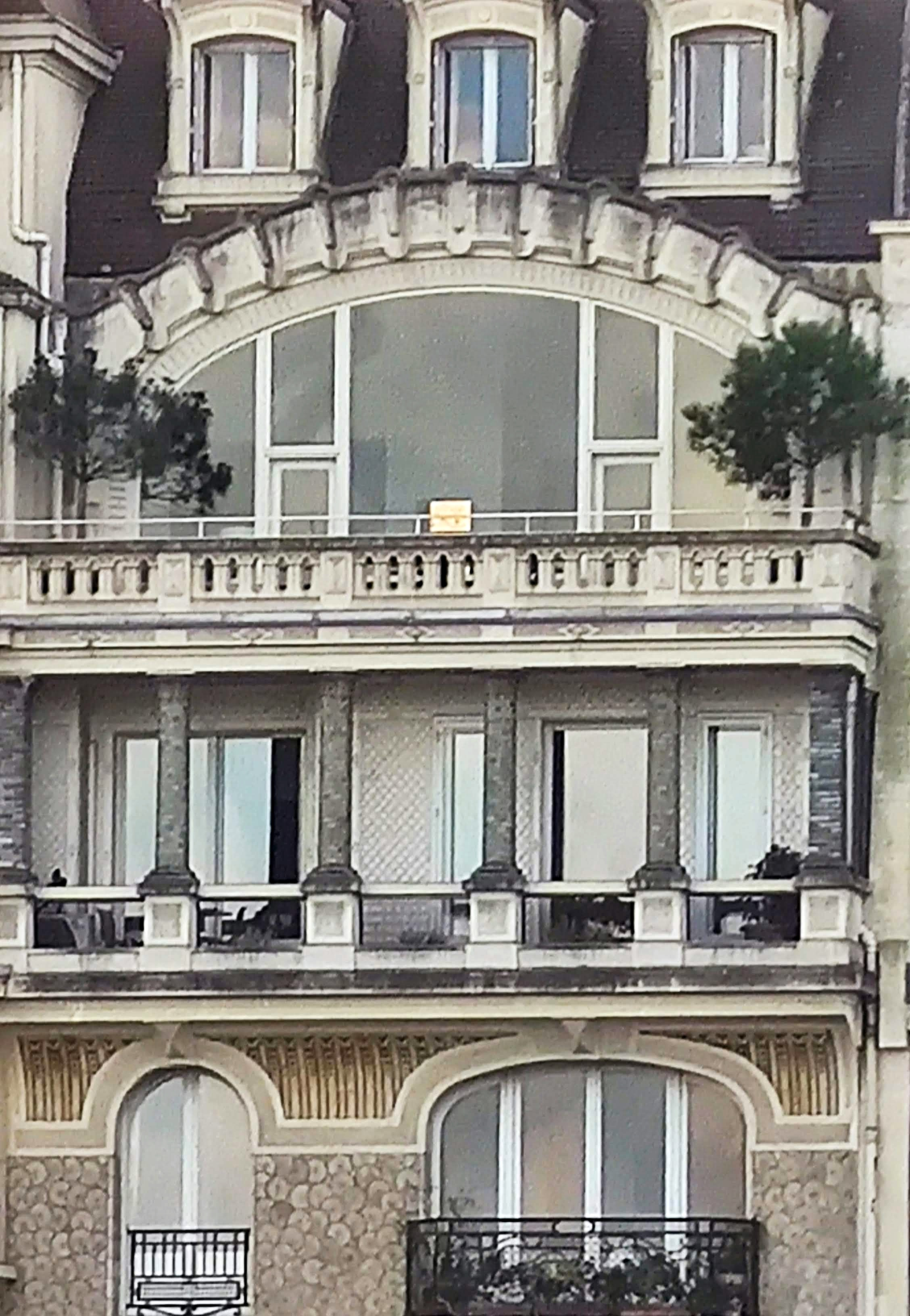
N. 27bis: Loggia und Halbmondfenster
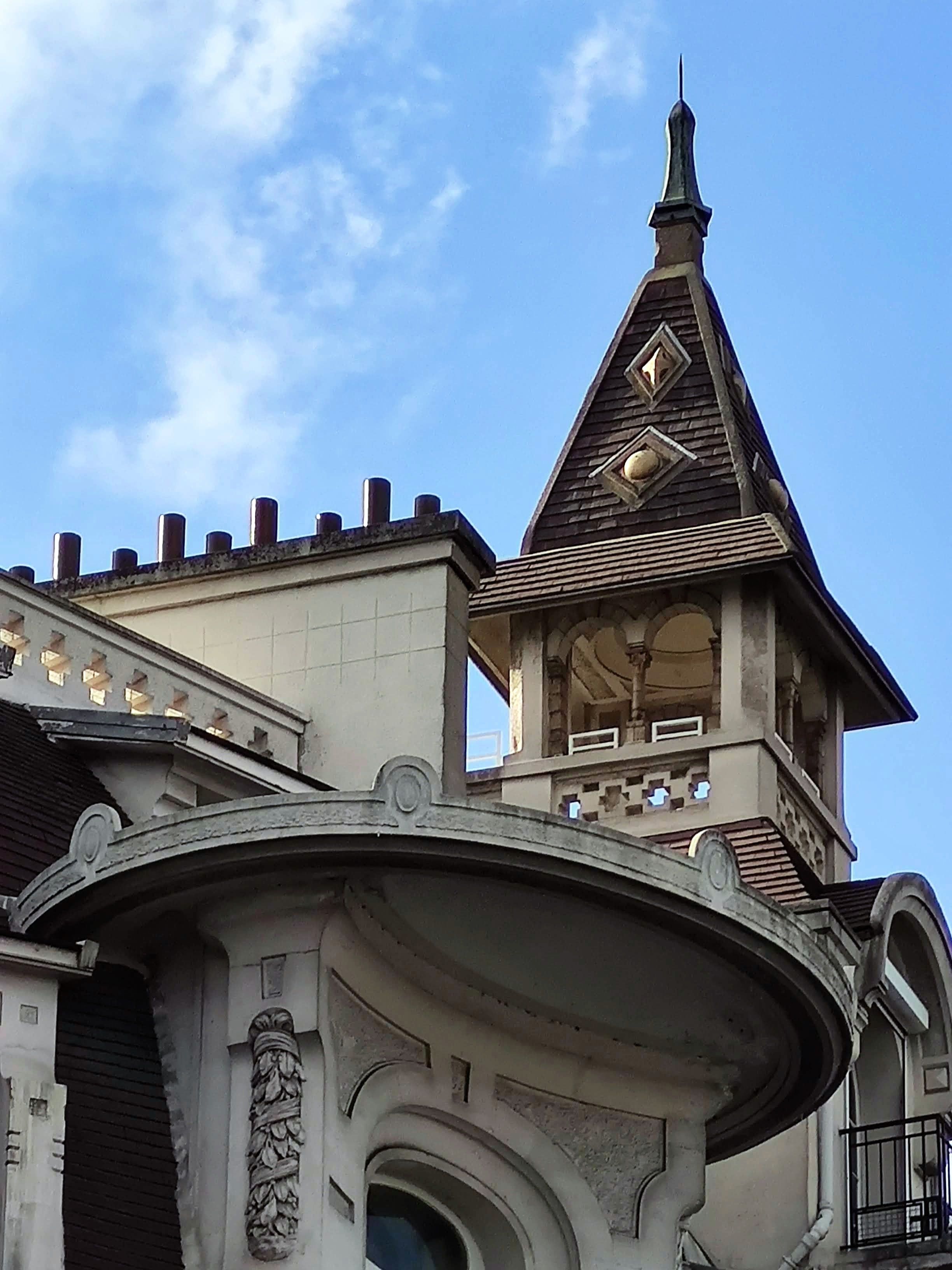
N. 27bis: Türmchen